# Momentenmethode (Elektrotechnik)
Die Momentenmethode, englisch Method of Moments, MoM, ist ein numerisches Lösungsverfahren aus dem Bereich der Elektrodynamik, welche im Rahmen von speziellen Computerprogrammen verwendet wird, um die Wechselwirkungen von elektromagnetischen Feldern mit Materie zu berechnen. Grundsätzlich beruht das Verfahren darauf Oberflächenintegrale, ausgedrückt in Form von Integralgleichungen für die in der Mehrzahl der praktischen Anwendungsfälle keine oder nur unzureichende analytische Lösungen bekannt sind, in lineare Systemgleichungen überzuführen, welche am Computer numerischen Lösungsmethoden zugänglich sind.
Die MoM wird beispielsweise verwendet, um die Wechselwirkung von elektromagnetischen Feldern mit Materie zu simulieren. Weitere Anwendungsfelder sind Simulationsprogramme wie Numerical Electromagnetics Code (NEC), um das Strahlungsmuster einer Antenne berechnen um so zu optimierten Antennenkonstruktionen zu kommen.

## Allgemeines
Zur Lösung einer linearen Operatorgleichung in der Form
{\displaystyle ({\rm {D}}f(x'))(x)=g(x)\,}
wird zunächst der Summenansatz
{\displaystyle f(x)=\sum _{i}I_{i}b_{i}(x)\,}
mit den Basisfunktionen {\displaystyle b_{i}(x)} in diese eingeführt. Durch Multiplikation der Operatorgleichung mit einem gleich großen Satz von Testfunktionen {\displaystyle c_{j}(x)} und Integration über das Lösungsgebiet, erhält man ein lineares Gleichungssystem der Form
{\displaystyle {\underline {Z}}\cdot {\underline {I}}={\underline {U}}}
mit
{\displaystyle ({\underline {Z}})_{ij}=\int ({\rm {D}}b_{i}(x'))c_{j}(x){\rm {d}}x},
{\displaystyle ({\underline {I}})_{j}=I_{j}}
und
{\displaystyle ({\underline {U}})_{j}=\int g(x)c_{j}(x){\rm {d}}x}.
Die approximierte Lösung der Operatorgleichung ergibt sich dann direkt aus dem Summenansatz und der Lösung des linearen Gleichungssystems.
Setzt man ferner {\displaystyle c_{j}(x)=b_{j}(x)} an, so spricht man auch vom Verfahren von Galerkin. Im Gegensatz zur Methode der finiten Elemente können jedoch auch Ganzbereichsbasisfunktionen verwendet werden.